# Ascitis
La ascitis es la acumulación anormal de líquido en la cavidad peritoneal (abdomen). Técnicamente, es más de 25 ml de líquido en la cavidad peritoneal, aunque pueden ocurrir volúmenes superiores a un litro. Los síntomas pueden incluir aumento del tamaño abdominal, aumento de peso, malestar abdominal y dificultad para respirar. Las complicaciones pueden incluir peritonitis bacteriana espontánea. 
En el mundo desarrollado, la causa más común es la cirrosis hepática. Otras causas incluyen cáncer, insuficiencia cardíaca, tuberculosis, pancreatitis y bloqueo de la vena hepática. En la cirrosis, el mecanismo subyacente implica presión arterial alta en el sistema portal y disfunción de los vasos sanguíneos. El diagnóstico generalmente se basa en un examen junto con una ecografía o una tomografía computarizada. El análisis de líquido puede ayudar a determinar la causa subyacente.
El tratamiento a menudo implica una dieta baja en sal, medicamentos como diuréticos y drenaje del líquido. Se puede colocar una derivación portosistémica intrahepática transyugular (TIPS), pero se asocia con complicaciones. Se pueden considerar los efectos para tratar la causa subyacente, como un trasplante de hígado. De las personas con cirrosis, más de la mitad desarrollan ascitis en los diez años posteriores al diagnóstico. De aquellos en este grupo que desarrollan ascitis, la mitad morirá dentro de los tres años. El término proviene del griego askítes que significa "como una bolsa".

## Etiología
Suele ser consecuencia de una enfermedad hepática, sobre todo la cirrosis hepática. El mecanismo de formación de ascitis más frecuente es la hipertensión portal consecuencia de cirrosis hepática alcohólica, cirrosis por hepatitis crónicas víricas de larga evolución como las causadas por el virus de la hepatitis B y por el virus de la hepatitis C o esquistosomiasis y se diagnostica clínicamente con el signo de la matidez desplazable, si bien la técnica más útil y reproducible es la ecografía abdominal.
La ascitis también puede presentarse en enfermedades no relacionadas con el hígado tales como hipoalbuminemia, el cáncer, la pancreatitis, la insuficiencia cardíaca, la insuficiencia renal, síndrome nefrótico y la tuberculosis. Otras causas menos frecuentes son las infecciones por clamidia/gonococo (síndrome de Fitz-Hugh-Curtis), lupus eritematoso y el síndrome de Meigs (tumor del ovario). En los pacientes con enfermedades hepáticas, el líquido sale de la superficie del hígado y del intestino.

### Según GASA  (Gradiente de albúmina plasma-líquido ascítico)[9]
Las causas del gradiente elevado de albúmina en suero-ascitis (trasudado) son: 
- Cirrosis: 81 % (alcohólica en 65 %, viral en 10 %, criptogénica en 6 %)
- Insuficiencia cardíaca: 3 %
- Oclusión venosa hepática: síndrome de Budd-Chiari o enfermedad venooclusiva
- Pericarditis constrictiva
- Kwashiorkor (desnutrición proteico-energética infantil)

Las causas de un GASA bajo ("exudado") son:
Cáncer (metástasis y carcinomatosis peritoneal primaria): 10 %
- Infección: tuberculosis - 2 % o peritonitis bacteriana espontánea
- Pancreatitis: 1 %
- Serositis
- Síndrome nefrótico
- Angioedema hereditario

Otras causas raras 
- Síndrome de Meigs
- Vasculitis
- Hipotiroidismo
- Diálisis renal
- Mesotelioma de peritoneo
- Tuberculosis abdominal
- Mastocitosis

## Cuadro clínico

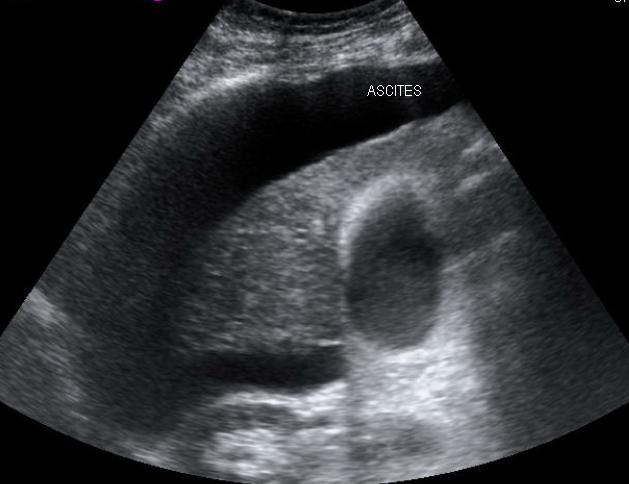
Imagen en ultrasonidos mostrando un hígado cirrótico y una ascitis

En general, si la acumulación del líquido en el abdomen es escasa, no se producen síntomas, pero puede provocar distensión abdominal, pirosis, indigestión y dolor en la espalda baja entre L2 y L5, además de las dificultades respiratorias (disnea). En algunos pacientes con ascitis, los tobillos se hinchan (edema) a causa del peso del exceso de líquido sobre los grandes vasos inguinales. El dolor no es un síntoma característico en la ascitis. La hipertensión portal causa que se produzca circulación colateral apareciendo nuevas y prominentes venas abdominales superficiales.

## Diagnóstico
- Cuadro clínico:
  - Matidez a la percusión de los flancos
  - Matidez desplazable
  - Hígado y bazo difícil de palpar, en particular con ascitis abundante
  - Onda ascítica

- Diagnóstico diferencial:
  - Panículo adiposo
  - Hepatomegalia
  - Sobredistensión gaseosa
  - Tumor intraabdominal
  - Embarazo

- Laboratorio:
  - Exámenes de orina y sangre
  - Paracentesis (Aspecto del líquido):
    1. Color amarillo (Citrino): ascitis por hipertensión portal
    2. Color pardo o negro: pancreático
    3. Color rojo: hemorrágico: neoplasia
    4. Color lechoso: ascitis quiloso
    5. Turbio: tuberculosis.

- Radiología:
  - Rx simple de abdomen
  - Rx de tórax
  - Ecografía

## Tratamiento
La terapia básica para el tratamiento de la ascitis es una dieta baja en sal, generalmente combinado con fármacos diuréticos (espironolactona/furosemida) para sacar líquido del peritoneo y que este se elimine por la orina.
Si la ascitis dificulta la respiración o la alimentación se puede efectuar una técnica llamada paracentesis terapéutica, que se lleva a cabo para extraer líquido del interior de la cavidad peritoneal.